# Wisława Szymborska
Maria Wisława Anna Szymborska (Kórnik, 2 luglio 1923 – Cracovia, 1º febbraio 2012) è stata una poetessa polacca.
Premiata con il Nobel per la letteratura nel 1996 e con numerosi altri riconoscimenti, è generalmente considerata la più importante poetessa polacca degli ultimi anni e una delle poetesse più amate dal pubblico di tutto il mondo. In Polonia i suoi libri hanno raggiunto cifre di vendita (500 000 copie vendute, come un bestseller) che rivaleggiano con quelle dei più notevoli autori di prosa, nonostante abbia ironicamente osservato, nella poesia intitolata Ad alcuni piace la poesia (Niektórzy lubią poezję), che la poesia piace a  più di due persone su mille.

## Biografia
(Wisława Szymborska, Elogio dei sogni)
Nel 1931 si trasferisce con la famiglia a Cracovia, dove rimarrà fino alla morte. Allo scoppio della Seconda guerra mondiale nel 1939, continua gli studi liceali sotto l'occupazione tedesca, seguendo corsi clandestini e conseguendo il diploma nel 1941. A partire dal 1943, lavora come dipendente delle ferrovie e riesce a evitare la deportazione in Germania come lavoratrice forzata. In questo periodo comincia la sua carriera di artista con delle illustrazioni per un libro di testo in lingua inglese. Inizia inoltre a scrivere storie e, occasionalmente, poesie.
Sempre a Cracovia, comincia nel 1945 a seguire in un primo momento i corsi di letteratura polacca, per poi passare a quelli di sociologia, presso l'Università Jagellonica, senza però riuscire a terminare gli studi: nel 1948 è costretta ad abbandonarli a causa delle sue scarse possibilità economiche. Ben presto viene coinvolta nel locale ambiente letterario, dove incontra Czesław Miłosz che la influenzerà profondamente.
Nel 1948 sposa Adam Włodek, dal quale divorzia nel 1954. In quel periodo lavora come segretaria per una rivista didattica bisettimanale e come illustratrice di libri. Nel 1969 si lega allo scrittore e poeta Kornel Filipowicz, rimarranno insieme, senza mai sposarsi, fino alla morte di lui avvenuta nel 1990. La sua prima poesia, Szukam słowa (Cerco una parola), viene pubblicata nel marzo 1945 sul quotidiano «Dziennik Polski». Per parecchi anni altre poesie saranno pubblicate con continuità su vari giornali e periodici. La prima raccolta Dlatego żyjemy (Per questo viviamo) viene pubblicata molto più tardi, nel 1952.
Negli anni quaranta la pubblicazione di un suo primo volume viene rifiutata per motivi ideologici: il libro, che avrebbe dovuto essere pubblicato nel 1949, non supera la censura in quanto «non possiede i requisiti socialisti». Ciò nonostante, come molti altri intellettuali della Polonia post-bellica, nella prima fase della sua carriera, Szymborska rimane fedele all'ideologia ufficiale della PRL: sottoscrive petizioni politiche ed elogia Stalin, Lenin e cerca di adattarsi al realismo socialista. Il primo volume di poesie del 1952 contiene infatti testi dai titoli come Lenin oppure Młodzieży budującej Nową Hutę (Per i giovani che costruiscono Nowa Huta) che parla della costruzione di una città industriale stalinista nei pressi di Cracovia. Aderisce anche al Partito Operaio Unificato Polacco (PZPR), del quale sarà membro fino al 1960.
In seguito prenderà nettamente le distanze da questo «peccato di gioventù», come da lei stesso definito, al quale è da ascrivere anche la seguente raccolta Pytania zadawane sobie (Domande poste a me stessa) del 1954. Anche se non si distacca dal partito fino al 1960, comincia ben prima a instaurare contatti con i dissidenti. Successivamente prende le distanze anche dai suoi primi due volumi di poesie. 
Dal 1953 al 1966 diviene redattrice del settimanale letterario di Cracovia «Życie Literackie» («Vita letteraria»), al quale collabora come esterna fino al 1981. Su tali pagine appare la serie di saggi Lektury nadobowiązkowe (Letture facoltative), successivamente pubblicate, a più riprese, in volume. Nel 1957 fa amicizia e avvia una collaborazione con Jerzy Giedroyc, editore dell'influente giornale degli emigranti polacchi «Kultura», pubblicato a Parigi. 
Il successo letterario arriva con la terza raccolta poetica, Wołanie do Yeti (Appello allo Yeti), del 1957.

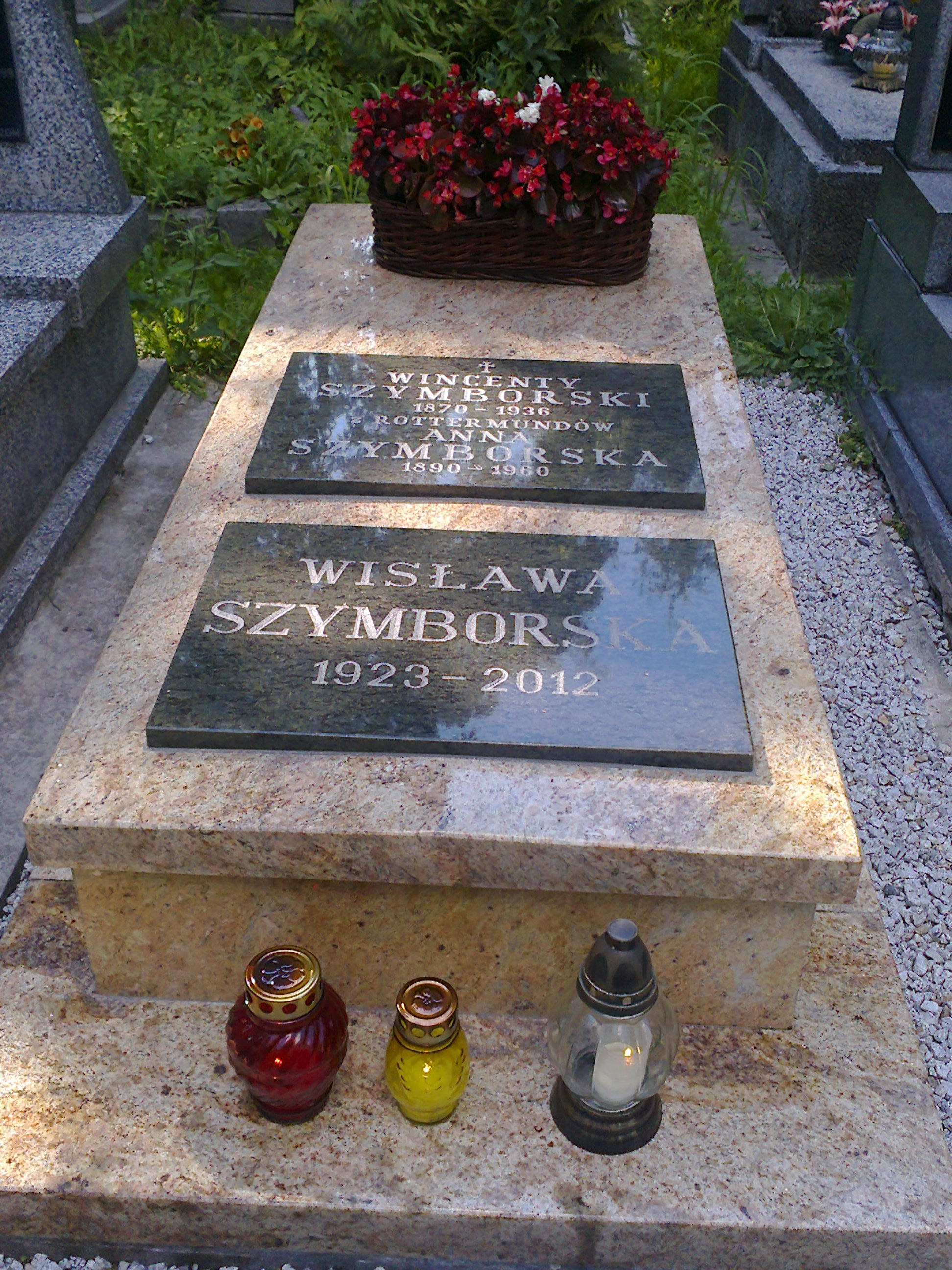
Tomba di Wisława Szymborska e dei genitori

Dal 1981 al 1983 lavora come redattrice del mensile di Cracovia «Pismo». Negli anni ottanta intensifica l'attività di opposizione collaborando al periodico samizdat Arka, con lo pseudonimo «Stanczykówna», e al «Kultura». Si impegna inoltre per il sindacato clandestino Solidarność. Dal 1993 pubblica recensioni sul supplemento letterario del «Gazeta Wyborcza», importante quotidiano polacco. 
Nel 1996 viene insignita del Premio Nobel per la letteratura «per una poesia che, con ironica precisione, permette al contesto storico e biologico di venire alla luce in frammenti d'umana realtà». Ha anche tradotto dal francese al polacco alcune opere del poeta barocco francese Théodore Agrippa d'Aubigné.
Le sue opere sono tradotte in numerose lingue. Pietro Marchesani ha tradotto la maggior parte delle sue raccolte poetiche in italiano; Karl Dedecius le ha diffuse in tedesco; il Premio Nobel Czesław Miłosz le ha tradotte in inglese, seguito poi da Joanna Maria Trzeciak e dalla coppia di traduttori Stanisław Barańczak e Clare Cavanagh. La sua più recente raccolta poetica, Dwukropek (Due punti), apparsa in Polonia il 2 novembre 2005, riscuote uno strepitoso successo, vendendo oltre quarantamila copie in meno di due mesi.
Dopo diversi mesi di malattia, il 1º febbraio 2012 muore nel sonno, nella sua casa a Cracovia. Viene cremata e sepolta nella tomba di famiglia.

## La poesia
(Wisława Szymborska, Ogni caso)
Nelle sue poesie Szymborska preferiva usare il verso libero. I suoi scritti sono contraddistinti da una grande semplicità, dal punto di vista linguistico,.
Utilizza espedienti retorici quali l'ironia, il paradosso, la contraddizione e la litote, per illustrare i temi filosofici e le ossessioni sottostanti. Szymborska è una miniaturista, le cui poesie compatte spesso evocano ampi enigmi esistenziali.
Spesso mostrano il mondo in un'ottica inusuale es. "'Vista con granello di sabbia'".
Benché molte delle sue poesie non superino la lunghezza di una pagina, esse toccano spesso argomenti di respiro etico che riflettono sulla condizione delle persone, sia come individui che come membri della società umana. Il suo stile si caratterizza per l'introspezione intellettuale, l'arguzia e la succinta ed elegante scelta delle parole. Non mancano, d'altra parte, aperte denunce di carattere universale sullo stato delle cose:
(Wisława Szymborska, Torture)
Il critico tedesco Marcel Reich-Ranicki ha affermato: «È la poetessa più rappresentativa della sua nazione, la cui poesia lirica, ironica e profonda, tende verso la poesia lirica filosofica». Il traduttore italiano Pietro Marchesani ha indicato nell'incanto il tratto più significativo dei suoi versi. La Szymborska stessa, è stato ricordato, individua l'origine della poesia nel silenzio.

## Opere principali
- Dlatego żyjemy (Per questo viviamo, 1952)
- Pytania zadawane sobie (Domande poste a me stessa, 1954)
- Wołanie do Yeti (Appello allo Yeti, 1957. Edizione italiana: Scheiwiller, 2005)
- Sól (Sale, 1962. Edizione italiana: Scheiwiller, 2005)
- Sto pociech (Uno spasso, 1967. Edizione italiana: Scheiwiller, 2003)
- Wszelki wypadek (Ogni caso, 1972. Edizione italiana: Scheiwiller, 2003)
- Wielka liczba (Grande numero, 1976. Edizione italiana: Scheiwiller, 2006)
- Ludzie na moście (Gente sul ponte, 1986. Edizione italiana: Scheiwiller, 1996)
- Lektury nadobowiązkowe (Letture facoltative, 1992. Edizione italiana: Adelphi, 2005)
- Koniec i początek (La fine e l'inizio, 1993. Edizione italiana: Scheiwiller, 1997)
- Widok z ziarnkiem piasku (Vista con granello di sabbia, 1996. Edizione italiana: Adelphi, 1998. Scelta antologica basata sul volume View with a grain of sand apparso in lingua inglese per la Harcourt Brace & Company di New York)
- Poczta literacka (Posta letteraria, 2000. Edizione italiana: Posta letteraria, ossia come diventare (o non diventare) scrittore, Scheiwiller, 2002)
- Chwila (L'attimo, 2002. Edizione italiana: Scheiwiller, 2004)
- Dwukropek (Due punti, 2005. Edizione italiana: Adelphi, 2006)
- Opere, a cura di Pietro Marchesani: Adelphi (collana La Nave Argo, 2008)
- La gioia di scrivere. Tutte le poesie (1945-2009): Adelphi, 2009 (con testo polacco a fronte)

## Altre edizioni italiane
- 25 poesie («I Miti Poesia», Mondadori, 1998)
- Taccuino d'amore (Scheiwiller, 2002)
- Discorso all'ufficio oggetti smarriti. Poesie 1945-2004 (Adelphi, 2004. Scelta antologica in parte basata sul volume Poems new and collected apparso in lingua inglese per la Harcourt Brace & Company di New York)[3]
- Elogio dei sogni (Edizione speciale per il Corriere della Sera, Un secolo di poesia vol. 1. Milano, RCS 2011
- La vita a volte è sopportabile. Ritratto ironico di Wislawa Szymborska (Casagrande 2013, collana Scrittori)

## Altri volumi in lingua originale
- 101 wierszy (101 Poesie, 1966)
- Poezje wybrane (Poesie scelte, 1967)
- Poezje: Poems (edizione bilingue polacco-inglese, 1989)
- Sto wierszy - sto pociech (100 poesie - 100 gioie, 1997)
- Rymowanki dla dużych dzieci (Rime per bambini grandi, 2003)

## Premi
- 1954 - Premio letterario della città di Cracovia
- 1963 - Premio del Ministero della cultura polacco
- 1990 - Siegmund-Kallenbach-Preis
- 1991 - Premio Goethe della città di Francoforte
- 1995 - Premio Herder
- 1995 - Laurea honoris causa dell'Università «Adam Mickiewicz» di Poznań
- 1996 - Premio del PEN Club polacco
- 1996 - Samuel-Bogumil-Linde-Preis
- 1996 - Premio Nobel per la letteratura